# 史河街道
史河街道，是中华人民共和国安徽省六安市叶集区下辖的一个乡镇级行政单位。

## 行政区划
史河街道下辖以下地区：
南海社区、西街社区、新元社区、民强社区、桃园社区、瓦房村、东楼村、柳林村、老店村、北关村、彭洲村、观山村、柳树村、建丰村、万佛村、彭台村、新桥村、赵郢村、花园村、绳铺村、古心畈村、叶南村和茶棚村。